# Infarto pulmonar
Un infarto pulmonar se produce cuando hay un cese abrupto del flujo sanguíneo, debido a la obstrucción de una arteria que irriga el parenquima pulmonar. La obstrucción causa una necrosis de tipo isquémica del tejido. 
El pulmón al ser un tejido con una amplia vascularización, es poco frecuente que se infarte en personas normales.

Por lo general el infarto pulmonar es precedido por un Tromboembolismo pulmonar, aunque existen otras causas como: pacientes post-quirurgicos (principalmente los que sufrieron fractura de cadera), pacientes con enfermedades cardíacas, pacientes con enfermedades respiratorias, pacientes oncológicos, pacientes encamados de larga data  e infecciones.

## Síntomas
No existen síntomas específicos para el infarto pulmonar. Sí hay síntomas que  orientan al diagnóstico:
- Disnea, que suele ser de inicio abrupto y brusco, que por lo general no mejora si no es con oxígeno suplementario.
- Dolor de tipo pleurítico, el paciente refiere que no puede inspirar profundamente.
- Hemoptisis.
- Síndrome febril, el cual, asociado a disnea y dolor pleurítico nos podría confundir con una Neumonía.

Los síntomas pueden desarrollarse en cuestión de horas y hasta días, dependiendo de la extensión del infarto.

## Diagnóstico

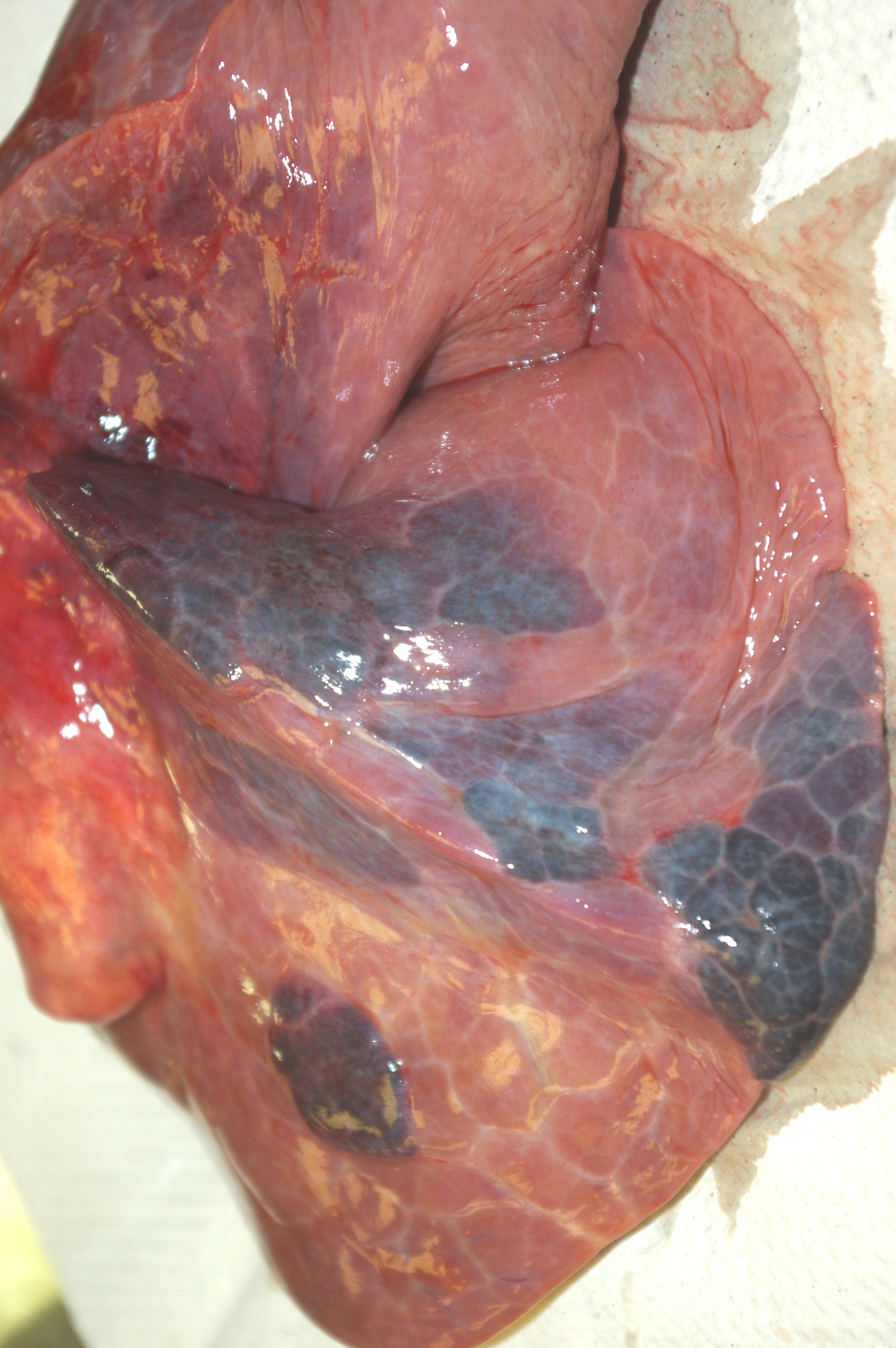
Infarto de pulmón en negro

El diagnóstico de esta patología debe de efectuarse de manera rápida y eficaz, el retraso en el diagnóstico puede someter al paciente a recurrencias que podrían ser fatales, y debe de ser preciso ya que el tratamiento expone al paciente a riesgos graves.

Dentro de los exámenes que se sugiere realizar al paciente destacan:
- Dimero D, cuya principal utilidad es orientarnos a que el cuadro sintomático proviene del pulmón.
- Radiografía de tórax, en la gran mayoría de los pacientes podría ser normal o mostrar alteraciones inespecificas.
- Electrocardiograma, puede mostrarnos alteraciones en la repolarizacion que es sugestivo de un infarto pulmonar.
- Gases arteriales, por lo general muestran hipoxia e hipocapnia.
- Péptido natriuretico atrial, la utilidad que nos da este es distinguir si la disnea tiene un origen cardíaco, o pulmonar.
- Troponina, nos ayudan a descartar un episodio cardíaco como causal de la sintomatología.
- Ecocardiografía, en un gran número de los pacientes se encuentran cambios sugestivos de infarto pulmonar.
- Tomografía axial computarizada con medio de contraste (Angio-TAC), es el más sensible y el más específico, y es considerado por muchos el "gold standar" para el diagnóstico.

## Tratamiento
Cuando ya se posee un diagnóstico, se debe de iniciar la terapia con heparina común o bien la heparina de bajo peso molecular (LMWH en inglés). Se prefiere esta última por su menor recurrencia de TEP, menor riesgo de sangrado y menor mortalidad, actualmente ya no se usan los trombolíticos debido a sus efectos secundarios que podrían poner en riesgo la vida del paciente.[cita requerida]

## Evolución clínica
Los síntomas pueden persistir por varios días, luego de varios días comienzan a disminuir paulatinamente, pueden ir a la resolución o bien dejar secuelas  dependiendo de la extensión del infarto y de las eventuales complicaciones.